# Heterochordariaceae
Famille
La famille des Heterochordariaceae est une famille d'algues brunes de l'ordre des Ralfsiales. 

## Étymologie
Le nom vient du genre Heterochordaria, composé de "hetero-", « différent ; variable », et Chordaria en référence au genre type de la famille des Chordariaceae.

## Classification
Cette famille est désormais incluse dans les Ralfsiaceae et le genre Heterochordaria  Setchell & N.L.Gardner, 1924 passé en synonymie du genre Analipus Kjellman, 1889.